# Cirripectes auritus
Cirripectes auritus är en fiskart som beskrevs av Carlson, 1981. Cirripectes auritus ingår i släktet Cirripectes och familjen Blenniidae. Inga underarter finns listade i Catalogue of Life.